# Kahána Mózes
Kahána Mózes (írói álnevei: Gyergyai Zoltán, Joel Béla, Térítő Pál, Köves Miklós, Teo Zare) (Gyergyóbékás, 1897. november 26. – Budapest, 1974. április 11.) erdélyi magyar költő, novellista.

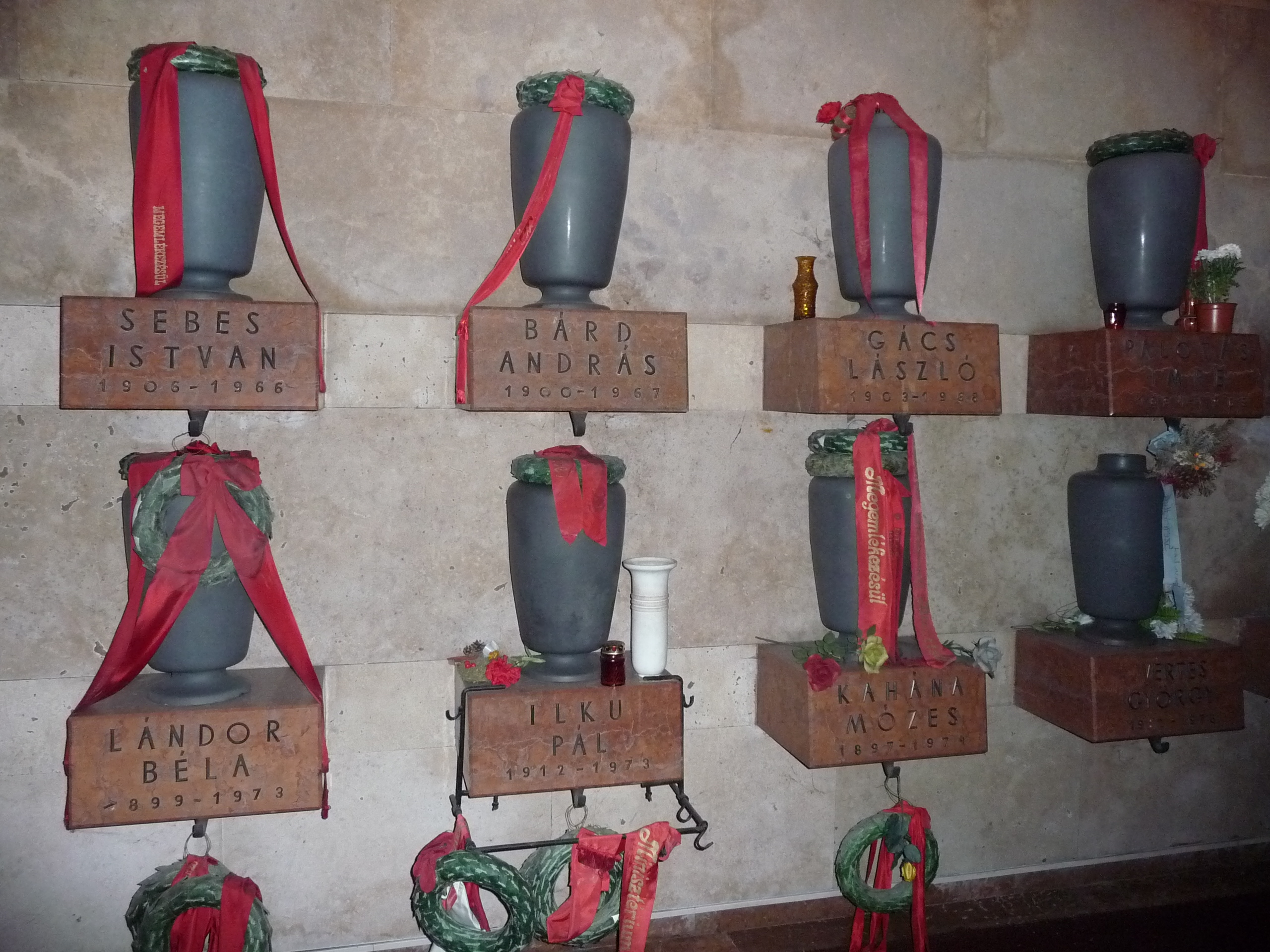
Hamvai a Fiumei úti sírkert Munkásmozgalmi Panteon Alsó terem: Alsó sor 14. helyén

## Életpályája
Vándorfényképész fia volt. Gyergyóbékáson, Sepsiszentgyörgyön és Marosvásárhelyen tanult. Első versei és cikkei a marosvásárhelyi Tükörben és a Ma című folyóiratban jelentek meg különböző álneveken. Harcolt az első világháború idején. 1919-ben a csepeli vörösezred tagja volt. Bécsbe emigrált. Komját Aladár segítségével lépett be a Kommunisták Magyarországi Pártjába, vele együtt alapította az Egység című folyóiratot. 
1922-ben Marosvásárhelyre költözött. Álnéven jelent meg 1923-ban Mozgalom című kötete, közben írásai jelentek meg a Munkás c. bukaresti kommunista lapban. Az illegális Román Kommunista Párt tagja lett. 1926-ban mozgalmi munkája miatt két évre börtönbe került, ahonnan szökni akart, de meglőtték, így fél lábát elveszítette. 1929-től Berlinben és Párizsban tartózkodott. Itt írt könyvei közül legjelentősebb a Taktika, amely 1933-ban született. 
1937-ben visszatért Romániába, ahol a Korunk munkatársa lett. Több műve románul jelent meg. Legkiemelkedőbb írása a Hat nap és a hetedik, amely 1940-ben látott napvilágot. 
1941-ben a Szovjetunióba ment, itt regényeket írt, és magyar–orosz szótárt szerkesztett. 1969-ben véglegesen Magyarországon telepedett le.

## Művei
- Univerzum. Kahána Mózes versei; Ma, Bp., 1919
- Én te ő; Ma, Wien, 1921
- Túl a politikán; szerzői, Wien, 1921
- Térítő Pál: A mozgalom; ill. Masereel; Vorhut, Wien, 1923 (Munkásirodalom)
- A Kárpátok alatt. Elbeszélések; Külföldi Munkások Kiadóvállalata, Moszkva, 1932 (A "Sarló és Kalapács" könyvtára Szépirodalmi sorozat)
- Taktika (1933)
- Őszi hadgyakorlat. Regény; Munkás Szövetség, Cleveland, 1935
- Köves Miklós: Hat nap és a hetedik. Erdélyi regény; Erdélyi Enciklopédia, Kolozsvár, 1940 (Erdélyi Enciklopédia)
- Vengerszko-russzkij szlovarʹ; szerk. Rudas László; Goszizd. Inosztrannih i Nacional'nih Szlovarej, Moszkva, 1946
- Biharvári taktika (1965)
- Földön, földalatt; Szépirodalmi, Bp., 1967
- Legyen másként (1967)
- Szabadság, szerelem (1968)
- Íratlan könyvek könyve (1969)
- Tarackos. Proletárregény Csibi Balázs és társai tarackosi kommunista fűrészgyári munkások elmondásából szabadon elbeszélve Kahána Mózes proletár költő tollából; Kossuth, Bp., 1971
- Szélhordta magyarok (1971)
- A boldog élet könyve (1972)
- Sóvárgások könyve. Életregény; Szépirodalmi, Bp.,1973
- Lemegy a nap (1973)
- Két nő egy képen. Válogatott elbeszélések; Szépirodalmi, Bp.,1974
- Nagy időknek kis embere; vál. Szántó Kovács Gábor; Kossuth, Bp., 1977
- Nyugtalan esztendő. Regény; ford. Miszti László; Európa, Bp., 1977

## Díjai
- Hazáért Érdemrend (1967)
- Munka Érdemérem arany fokozata (1972)